# César Enrique Román González
César Enrique Román González (* 1930) ist ein ecuadorianischer Botschafter im Ruhestand.

## Leben
César Enrique Román González trat in den auswärtigen Dienst und war 1972 Gesandtschaftsrat in Lima.
Von 24. Juli 1974 bis 26. Juli 1977 etablierte er als Geschäftsträger die ecuadorianische Botschaft in Warschau.
Er stand am Beginn einer Periode, in welcher die Regierung in Quito einen Botschafter in Warschau hatte, vorher war der Botschafter in Moskau auch in Warschau akkreditiert, so wie heute der Botschafter in Berlin auch in Warschau akkreditiert ist. Die polnische Regierung zeichnete ihn am 15. November 1977 mit dem 1974 gestifteten Order Zasługi Rzeczypospolitej Polskiej (Verdienstorden der Volksrepublik Polen) aus, welcher ihm vom polnischen Botschafter in Quito, Zygmunt Pietrusiński in einer Feierstunde angeheftet wurde.
Am 14. Dezember 1977 wurde er zum Leiter der Abteilung Wirtschaftspolitik ernannt und löste in dieser Funktion Luis Ortiz Terán ab.
1980 war er Botschafter in Bukarest.
Vom 7. September 1987 bis 1988 war er Rektor der Academia Diplomático de Ecuador und löste in dieser Funktion den Gründungsdirektor Mario Alemán Salvador ab
Von 1992 bis 1996 war er Botschafter in Peking.
| Vorgänger                | Amt                                                                                         | Nachfolger                                                                        |
| ------------------------ | ------------------------------------------------------------------------------------------- | --------------------------------------------------------------------------------- |
| Jorge Icaza Coronel      | Ecuadorianischer Geschäftsträger in Warschau 24. Juli 1974 bis 26. Juli 1977                | Marcelo Hervas Silval                                                             |
| —                        | Ecuadorianischer Botschafter in Bukarest 1980                                               | 1986–1987: Filoteo Samaniego Maria del Carmen Gonzales Cabal mit Sitz in Budapest |
| Mario Alemán Salvador    | Director General de la Academia Diplomática "Antonio J. Quevedo" 7. September 1987 bis 1988 | Emilio Izquierdo Miño                                                             |
| Fernando Córdova Bossano | Ecuadorianischer Botschafter in Peking 1992 bis 1996                                        | Rodrigo Váldez Baquero                                                            |